# Hôtel Polonia Palace
Pour les articles homonymes, voir Polonia (homonymie).
L'Hôtel Polonia Palace est un hôtel quatre étoiles historique qui a ouvert en 1913 et est situé au cœur de Varsovie sur Aleje Jerozolimskie. C'est le deuxième hôtel le plus ancien de la capitale après l'Hôtel Bristol. Avec l'Hôtel Metropol adjacent et l'Hôtel MDM, il est géré par Syrena Hotel Group. Il a été déclaré monument architectural de l'histoire et de la culture de la Pologne le 1er juillet 1965.

## Histoire

### Avant-guerre
L'Hôtel Polonia Palace a été développé par le Comte Konstanty Przedziecki, un membre de l'une des plus anciennes familles aristocratiques de Pologne, dont le grand-père Alexandre avait construit à proximité l'hôtel Europejski. Le nom Polonia Palace a été choisi au cours de la Période de Partition pour avoir un fort élément patriotique.
L'hôtel avait un design Parisien avec un toit en mansarde, une structure dans le style Beaux-Arts conçue par Juliusz Nagórski, et des intérieurs dans le style Louis XVI conçus par Józef Holewiński. Il a ouvert le 14 juillet 1913 et fait figurer l'eau courante chaude et froide et des téléphones à cadran dans chacune des 160 chambres, bien que seulement six chambres avaient une salle de bains privée. Il comprend également un garage attenant, des salons de coiffure hommes et femmes, une cave à vin et une buanderie sur place. L'hôtel était situé en face de la Gare de Vienne (pl), jusqu'à ce que ce bâtiment fut démoli en 1919. Plus tard, il était en face de la nouvelle Gare centrale de Varsovie, qui a finalement été détruite lors de la Seconde Guerre mondiale.

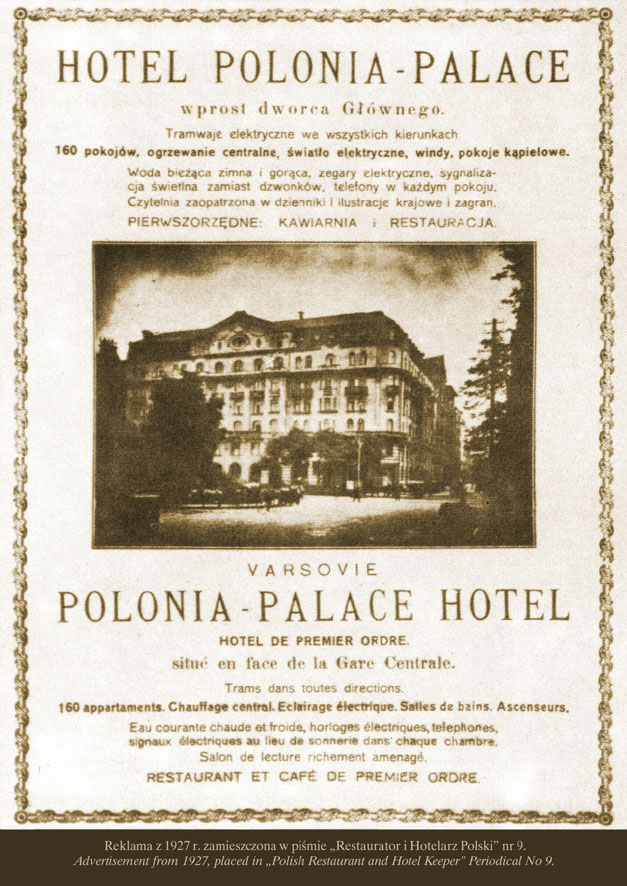
Publicité de 1927.

L'hôtel a été agrandi en 1924, avec une nouvelle aile qui comprenait une salle de danse où Rolf Roy, un danseur viennois bien connu, a été nommé directeur artistique. En 1925, un bal de dramaturges et d'auteurs dramatiques s'est tenu à l'hôtel, fréquenté par des artistes tels que Jan Lechoń, Stefan Żeromski, Ludwik Solski, Kornel Makuszyński, Maria Pawlikowska, Józef Węgrzyn et Tadeusz Boy-Żeleński. En 1927, le peintre Kazimir Malevitch a tenu sa première exposition à l'extérieur de l'Union Soviétique à l'hôtel. Le roi Amanullah Khan d'Afghanistan a visité l'hôtel en 1929, lorsque des fonctionnaires de la Deuxième République de Pologne l'ont honoré de l'Ordre de l'Aigle blanc. L'auteur de Flirt z Melpomeną (Flirter avec Melpomena) et Piekło kobiet (L'Enfer des femmes), a célébré son jubilé, organisé par le PEN Club, à l'hôtel. Jan Kiepura s'est représenté à l'hôtel. Le Club des arts polonais a exploité l'hôtel. En 1931, l'École Pré-Universitaire de Gestion d'Hôtel, établie par le Naczelna Organizacja Polskiego Przemysłu Hotelarskiego (l'Organisation Générale de l'Industrie des hôtels polonais) a ouvert au Polonia Palace. L'hôtel est devenu un lieu de prédilection pour les réunions et l'hébergement des diplomates et des aristocrates, qui célèbreraient des carnavals d'hiver et ‘verts’.
L'hôtel a été utilisé par l'armée allemande pendant la Seconde Guerre mondiale, quand il a été rebaptisé Hôtel Der Reichshof, et a logé des officiers allemands. Il a servi d'hôpital et de base d'approvisionnement au cours de l'Insurrection de Varsovie et a miraculeusement survécu à la destruction presque complète de la ville de Varsovie.

### Missions diplomatiques et Consulats (1945-1951)
L'hôtel a rouvert le 13 avril 1945. Le général Dwight David Eisenhower a séjourné à l'hôtel en 1945 pour un banquet de victoire, accueilli par une foule immense de spectateurs Varsoviens. Le Général Charles de Gaulle a également été invité cette année.
À l'époque, le Polonia Palace a été le meilleur hôtel survivant à Varsovie et de nombreux représentants diplomatiques y avaient leurs bureaux.
```

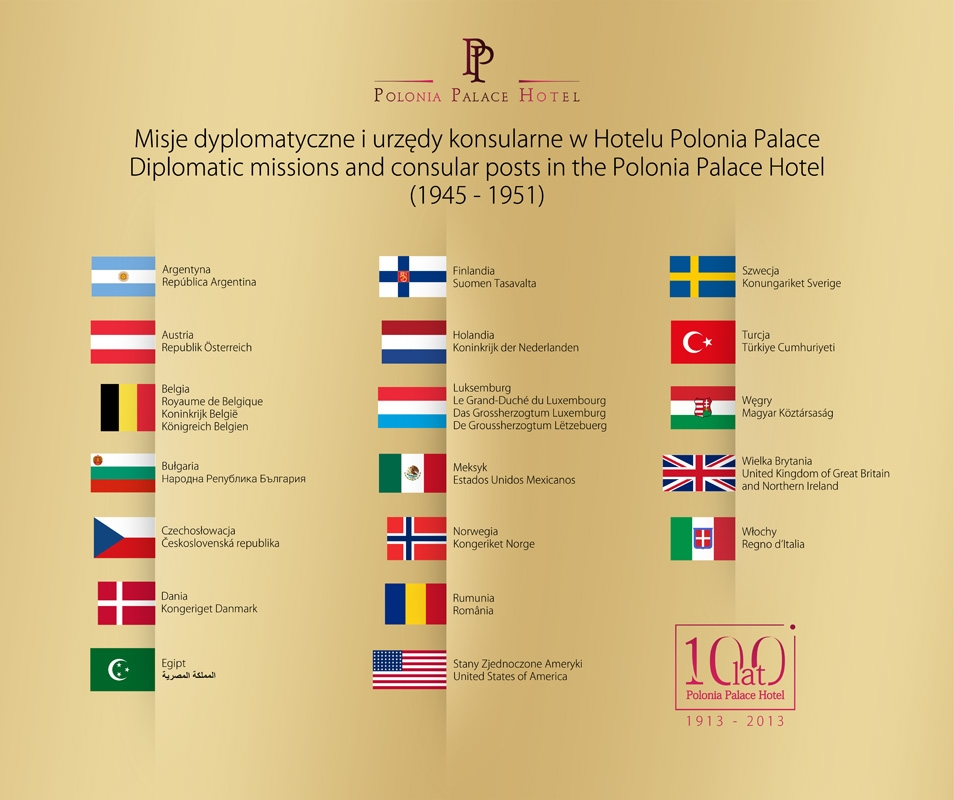
Plaque commémorative

République Argentine (1947-1948)                     
République d'Autriche (1947-1948)                    
Royaume de Belgique (1946-1951)                     
République populaire de Bulgarie (1946-1948)         
République de Tchéquoslovaquie (1946-1948)             
Royaume de Danemark (1945-1948)                     
Royaume d'Égypte (1946-1951)                       
République de Finlande (1946-1948)                    
Royaume des Pays-Bas (1946-1948)             
Grand-Duché de Luxembourg (1946-1949)             
États-Unis du Mexique (1946-1947)
Royaume de Norvège (1946-1947)
République de Turquie (1947-1949)
République hongroise (1947-1949)
Royaume-Uni de Grande-Bretagne et d'Irlande (1946)
Roumanie (3 noms du pays dans cette période de temps) (1946-1950)
Royaume d'Italie 1946
États-Unis d'Amérique (1946-1948)
Royaume de Suède 1945   
```

### Après-guerre
L'hôtel a été renommé l'Hôtel Polonia pendant l'ère Communiste. Le Premier ministre chinois Zhou Enlai a visité l'hôtel pour un banquet en 1953. En 1955, lors du cinquième Concours international de piano Frédéric-Chopin, l'ensemble du quatrième étage a été vidé et réaménagé avec plus d'une douzaine de pianos pour les concurrents, dont Adam Harasiewicz. L'Hôtel Metropol a été construit à côté du Polonia en 1965, et les deux hôtels furent exploités ensemble. Le Polonia a été déclaré monument protégé le 1er juillet 1965 et rénové en 1968-1973. Des plans avaient prévu à l'origine de vider et entièrement moderniser les intérieurs historiques de l'hôtel, mais en raison de pénuries financières, le travail n'a pas été effectuée et les intérieurs originaux ont survécu.
L'hôtel a accueilli le congrès des techniciens, des métallurgistes et des syndicats, et des événements comme la foire du livre. Ses invités comprenaient des représentants de l'équipe nationale de football comme Zbigniew Boniek, Grzegorz Lato, et Jan Tomaszewski et des artistes et des groupes populaires comme"Skaldowie’, ‘Czerwone Gitary"et Poznańskie Słowiki.
En 1974, le Syrena Hotel Group appartenant à l'état a été créé, devenant propriétaire de l'Hôtel Polonia et de l'Hôtel Metropol voisin.

### Aujourd'hui
En 1997, Syrena a été acheté par un groupe Autrichien pour 24 millions de dollars. Ils ont fermé l'Hôtel Polonia en 2001 pour un long travail de restauration, coûtant 30 millions d'euros. L'hôtel a rouvert ses portes sous son nom actuel Hôtel Polonia Palace le 31 mars 2005. Il a de nouveau été rénové en 2010.
Maria Jolanta Lubomirska Peter n'est pas de la famille de l'ancien propriétaire. Elle est une cousine de l'époux de Gabriella Przezdziecki. Konstantin Przezdziecki est mort sans ressources financières et matérielles le 21 avril 1966 à Stockholm, en Suède.

## Traits

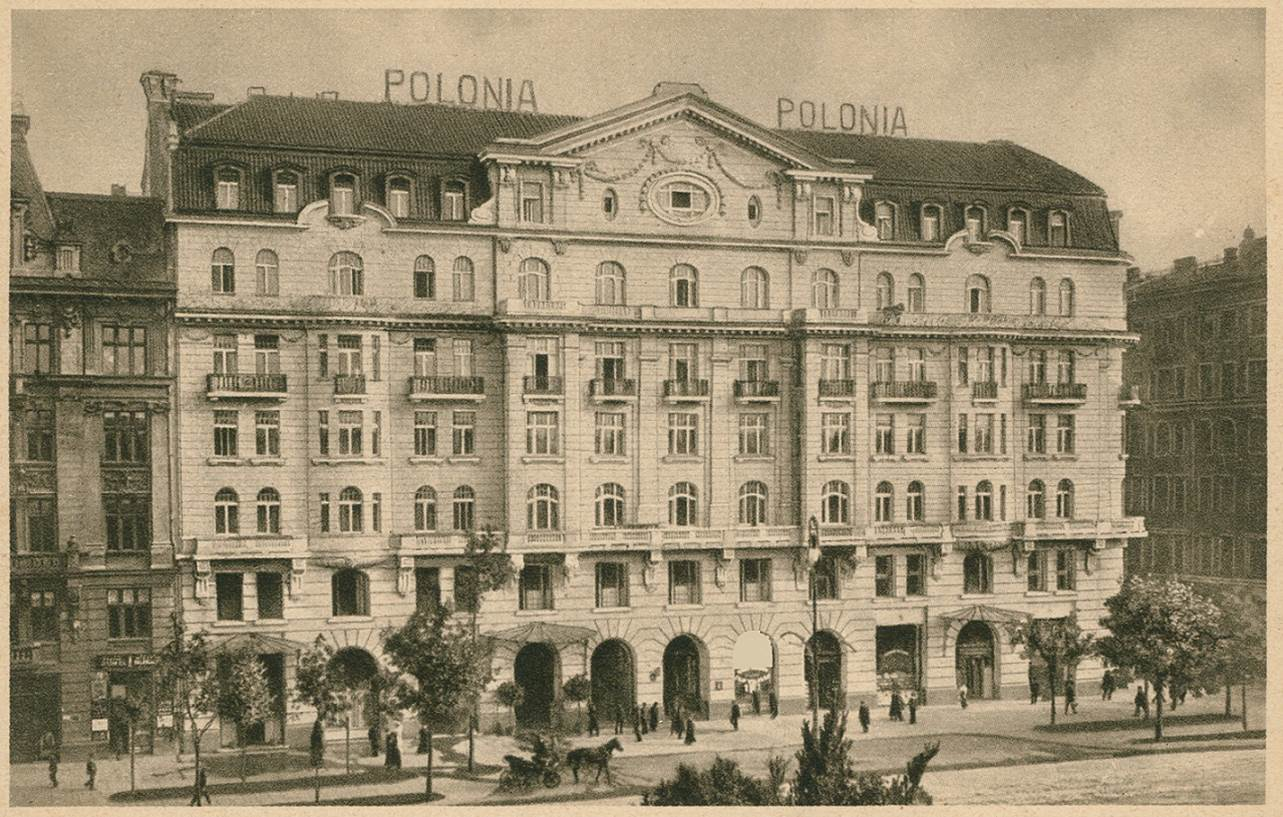
L'hôtel Polonia Palace des années 1920
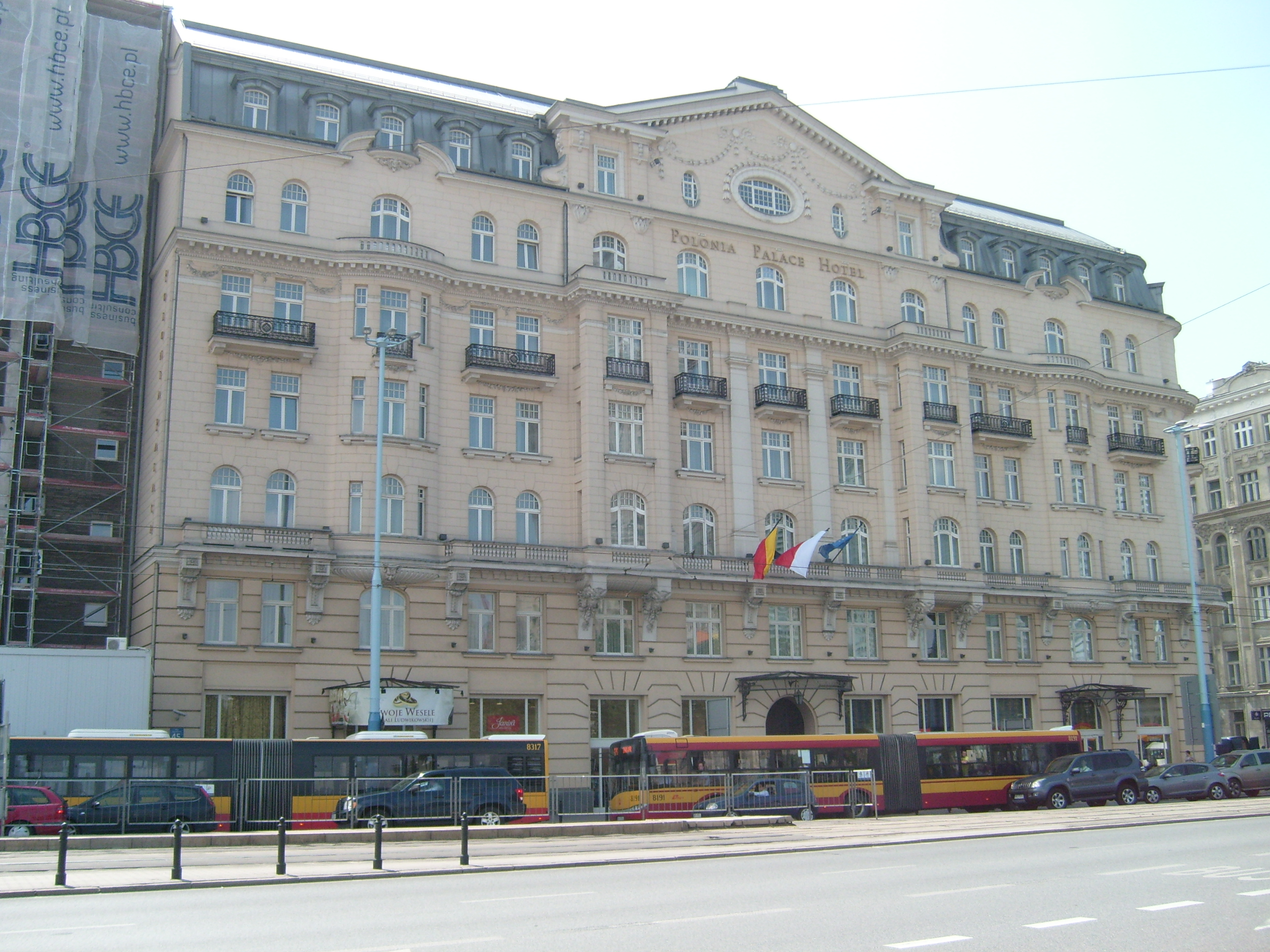
L'hôtel Polonia Palace aujourd'hui
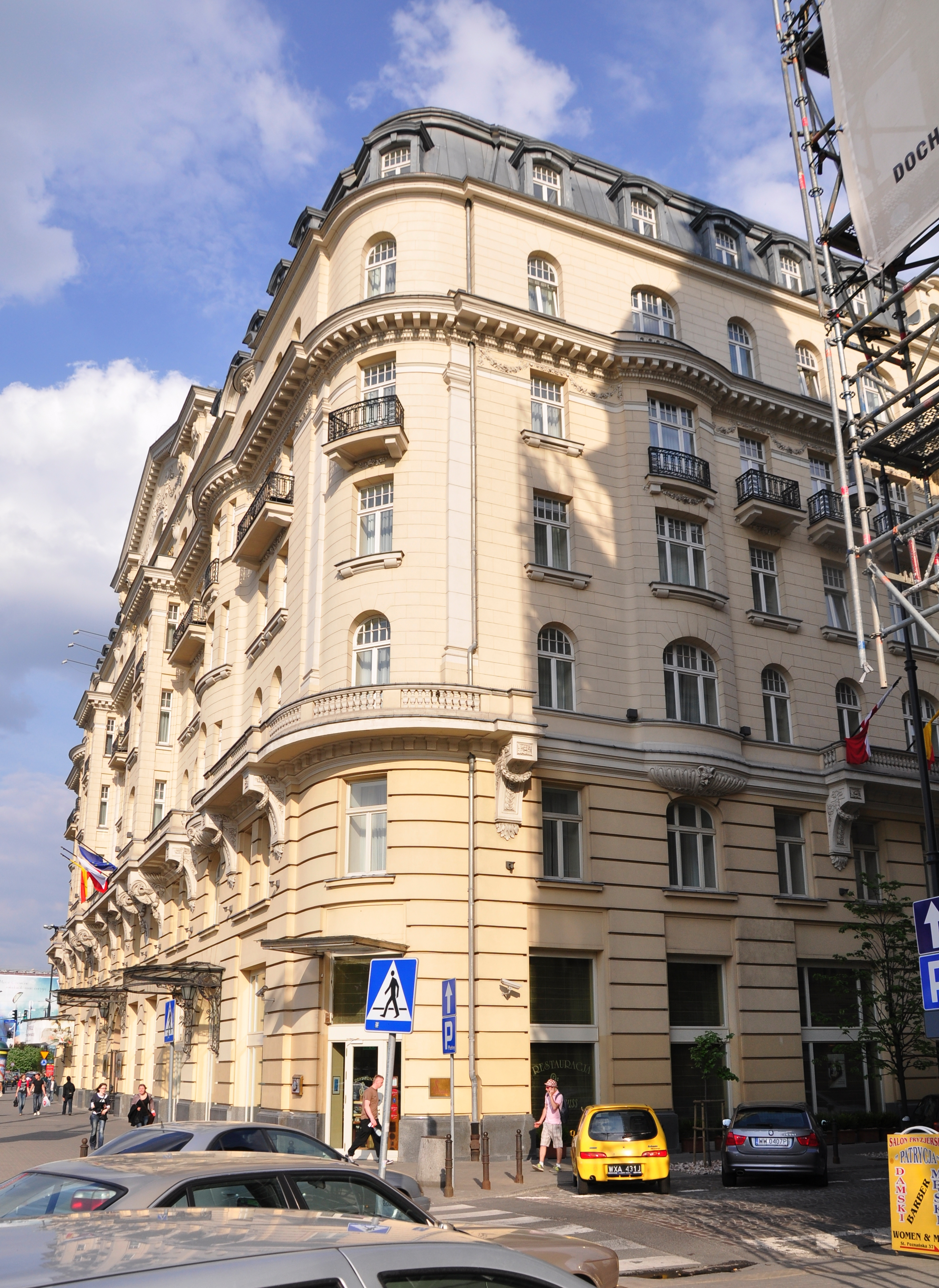
L'Hôtel Polonia Palace
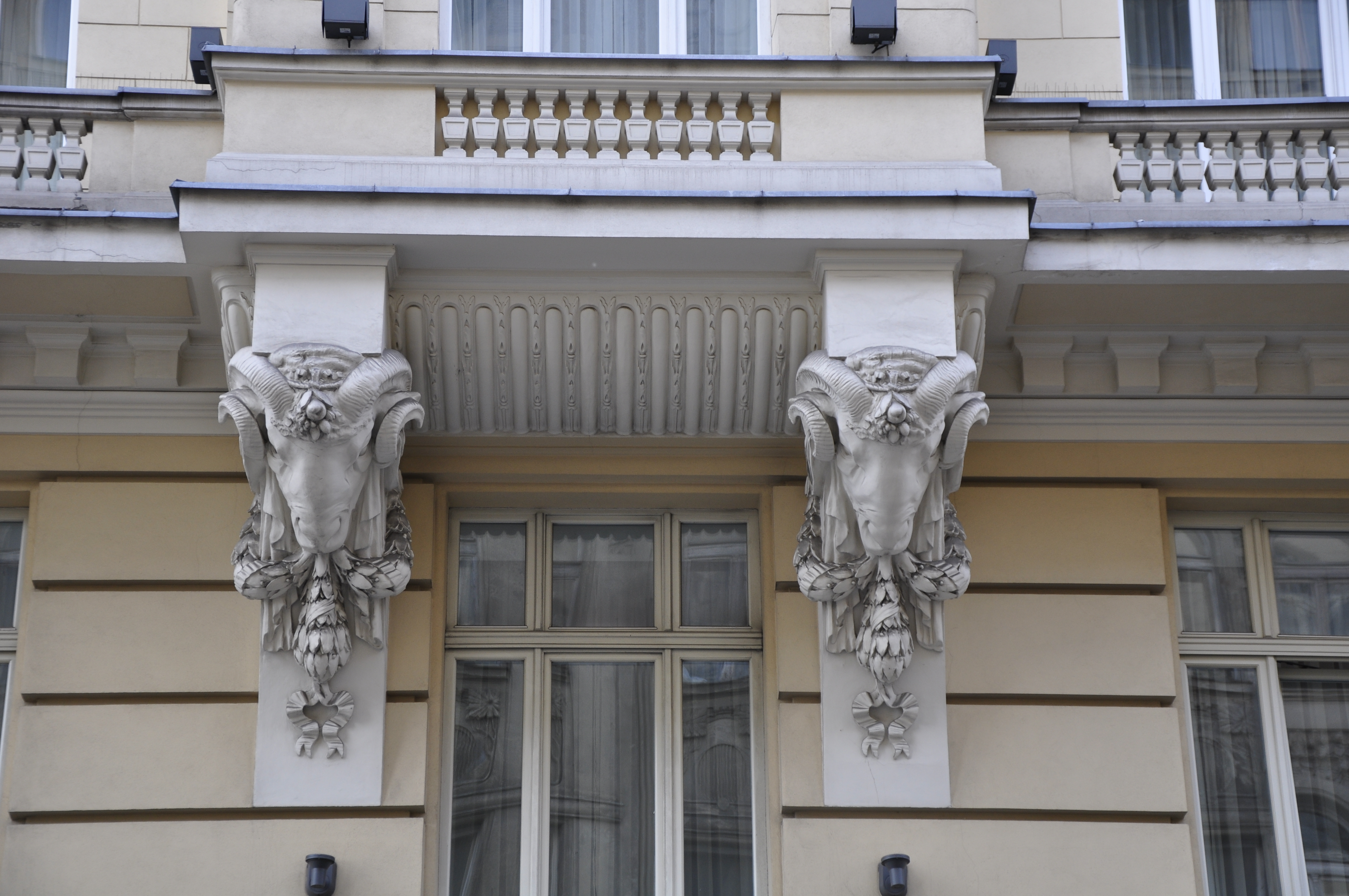
Détails de l'Hôtel Polonia Palace de détails
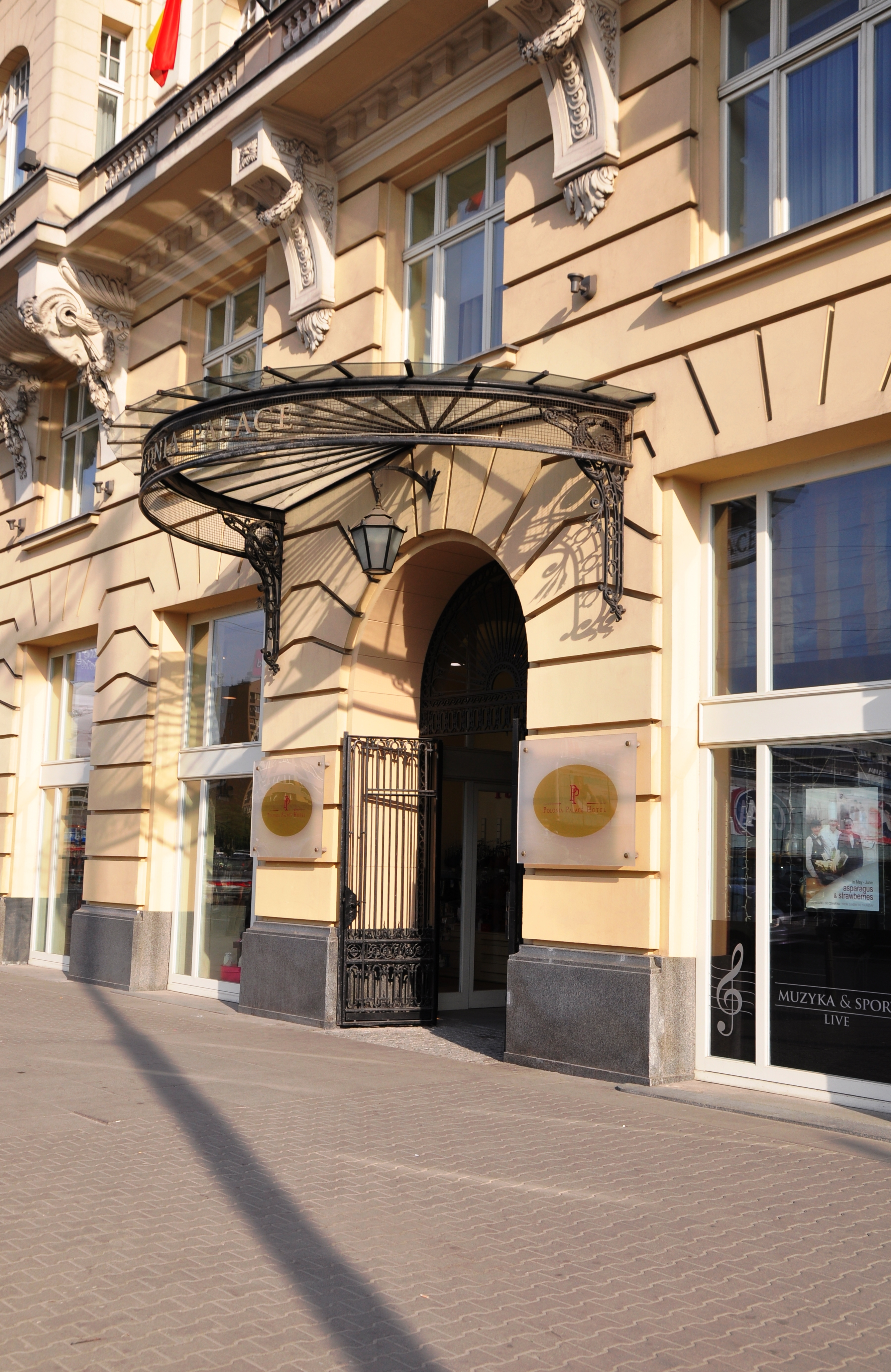
Entrée principale de l'Hôtel Polonia Palace
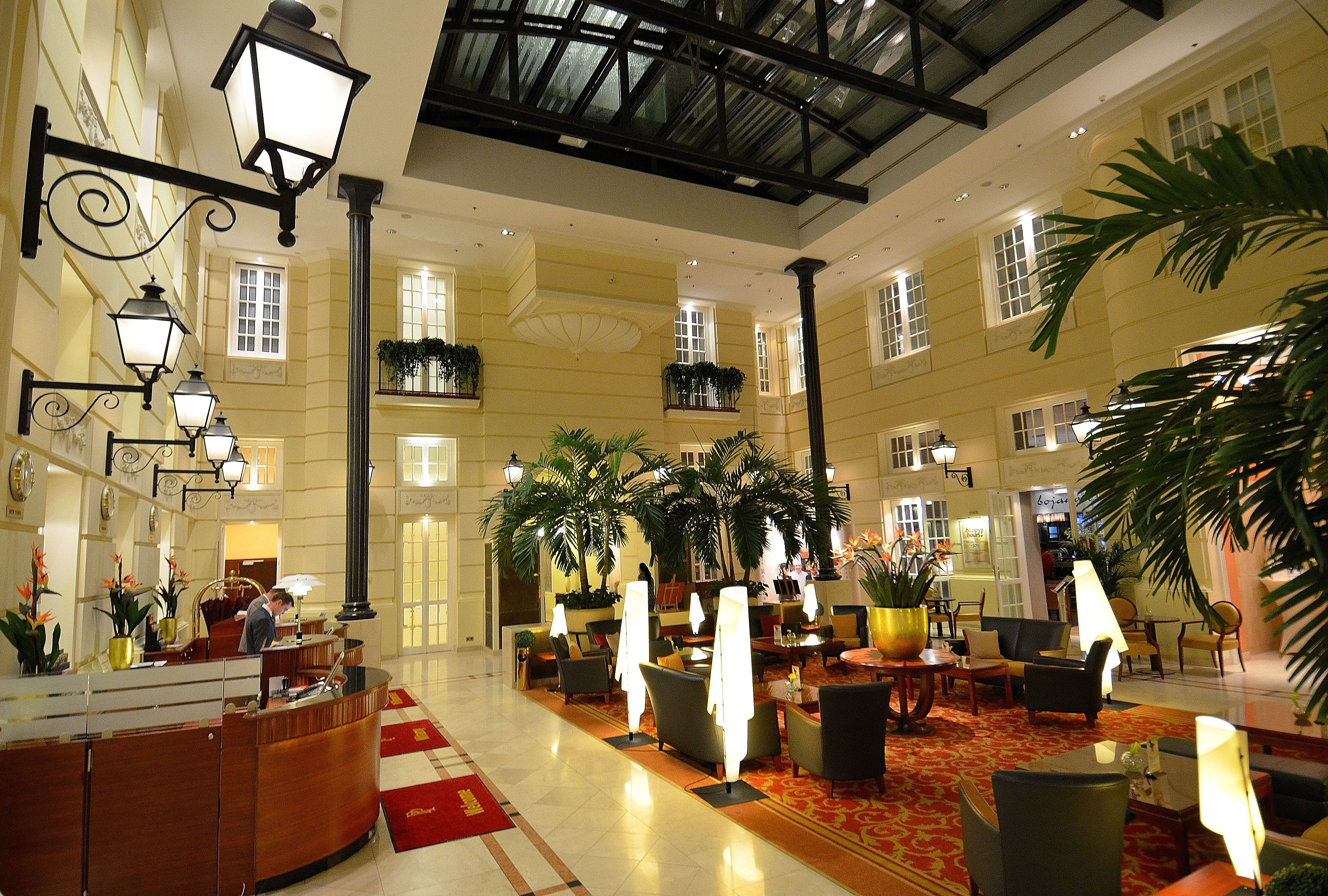
Hall de l'Hôtel Polonia Palace hall
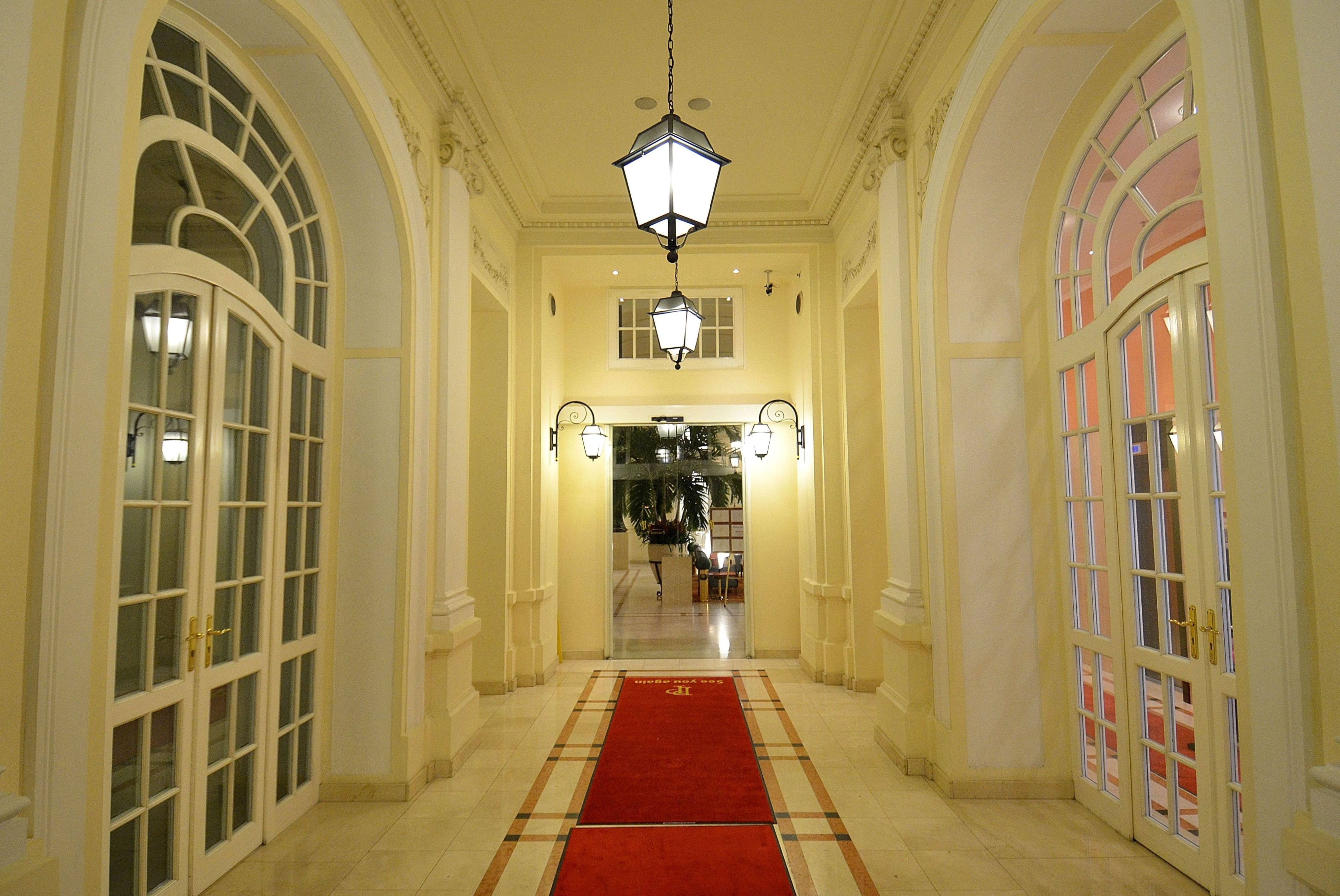
Hall d'entrée de l'Hôtel Polonia Palace
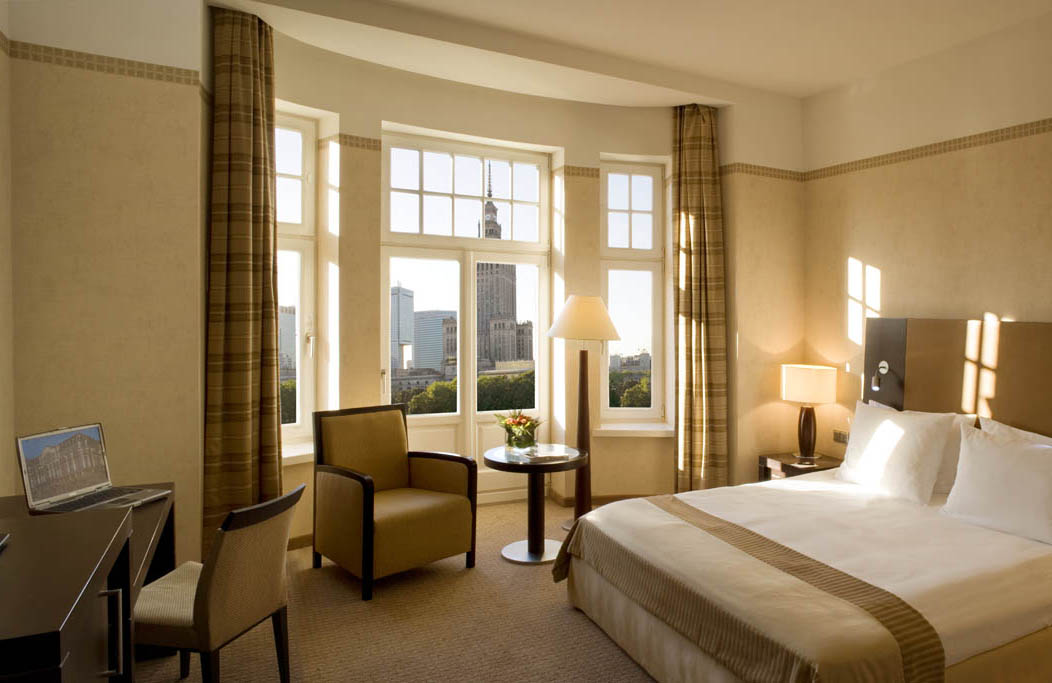
Chambre Affaires De Luxe
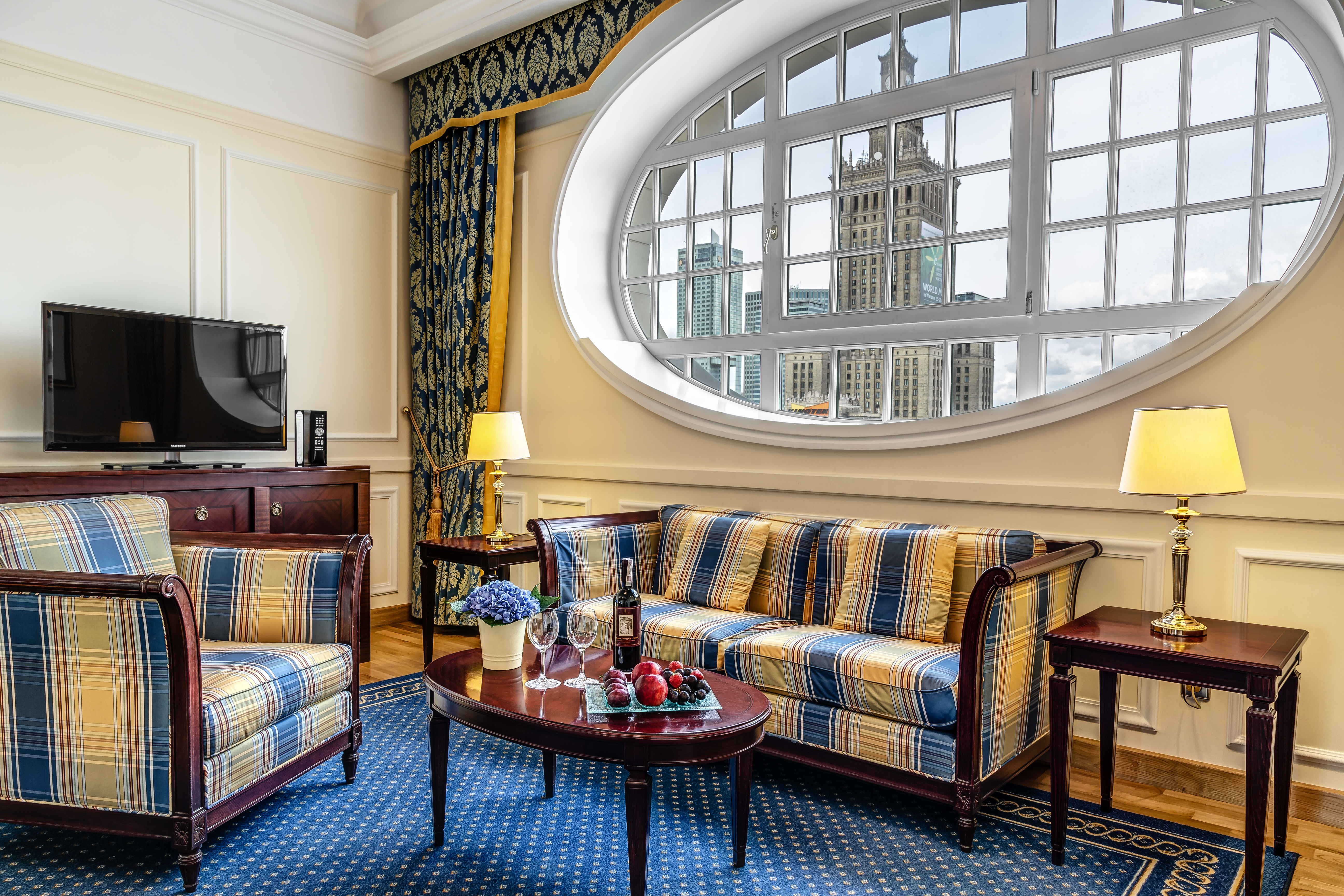
Appartement anglais